# Manishtushu
Manishtushu o Manishtusu, o anche Man-Ishtishu (cuneiforme: 𒈠𒀭𒅖𒌅𒋢, Ma-an-ish-tu-su; … – 2255 a.C.) fu re dell'Impero accadico dal 2269 a.C. alla sua morte.

## Biografia
Manishtushu (il cui nome significa "Chi è con lui?") è il figlio di Sargon di Akkad e il padre di Naram-Sin. Succedette al fratello, probabilmente gemello, Rimuš (il cui nome significa "Suo dono", "Suo amato"), a seguito di una congiura di palazzo. Il suo fu regno di pace e tranquillità e ciò è deducibile dal fatto che egli poté allontanarsi molto dalla città di Akkad e affrontare delle spedizioni sia nell'Elam che nel Golfo Persico. Quest'ultima spedizione è stata confermata dal ritrovamento di "tombe" di circa 180 uomini che sono stati uccisi in modo violento e poi però sepolti in modo ordinato. Egli abbandonò il titolo di "Re di Accad" e di lugal-kalam-ma, "Re del paese" (Sumer), e prese il nome di lugal-kiš, da interpretare come "re della totalità" e non re della città di Kiš.
Centinaia di anni dopo, nel VII secolo a.C., gli scribi neo-babilonesi dell'ambiente sacerdotale di Sippar, ai tempi del re Nabopolassar, elaborarono un falso testuale, il cosiddetto "Monumento cruciforme di Manishtushu", appartenente al gusto arcaizzante dell'epoca.